# Alfredo Menichelli
Alfredo Menichelli (Salerno, 7 febbraio 1900 – Roma, 3 luglio 1979) è stato un attore italiano del teatro e del cinema.

## Biografia
Fratello minore della più celebre Pina, recitò fin da bambino nella compagnia teatrale dei genitori, ma la sua attività artistica ebbe inizio subito dopo aver concluso gli studi secondari.
All'inizio militò nella compagnia dell'altra sorella Dora, per poi passare ad altre compagnie, come quella del Teatro degli Arcimboldi di Milano diretta da Gero Zambuto. Menichelli formò nel 1931 una propria compagnia di rivista assieme a Giuseppe Achille.
Fu anche attore cinematografico, esperienza che iniziò negli anni venti in alcune pellicole come La seconda moglie (1922) e Triboulet (1923), che interruppe successivamente e che riprese nel periodo sonoro, con il film 13 uomini e un cannone del 1936. Nei film a cui prese parte recitò prevalentemente in ruoli secondari.

## Filmografia parziale
- Liberazione, regia di Jacques Creusy (1920)
- La figlia della tempesta, regia di Carmine Gallone e Giorgio Mannini (1921)
- Saracinesca, regia di Gaston Ravel (1921)
- La seconda moglie, regia di Amleto Palermi (1922)
- Triboulet, regia di Febo Mari (1923)
- 13 uomini e un cannone, regia di Giovacchino Forzano (1936)
- I due sergenti, regia di Enrico Guazzoni (1936)
- Pietro Micca, regia di Aldo Vergano (1938)
- Dora Nelson, regia di Mario Soldati (1939)
- Le sorprese del divorzio, regia di Guido Brignone (1939)
- Una moglie in pericolo, regia di Max Neufeld (1939)
- Cose dell'altro mondo, regia di Nunzio Malasomma (1939)
- Centomila dollari, regia di Mario Camerini (1940)
- Fortuna, regia di Max Neufeld (1940)
- Scarpe grosse, regia di Dino Falconi (1940)
- La canzone rubata, regia di Max Neufeld (1940)
- La fanciulla di Portici, regia di Mario Bonnard (1940)
- Un marito per il mese di aprile, regia di Giorgio Simonelli (1941)
- L'amore canta, regia di Ferdinando Maria Poggioli (1941)
- Miliardi, che follia!, regia di Guido Brignone (1942)